# Ratpenat frugívor de Madagascar
El ratpenat frugívor de Madagascar (Rousettus madagascariensis) és una espècie de ratpenat de la família dels pteropòdids. És endèmic de Madagascar. El seu hàbitat natural són els boscos, on viu a les parts profundes de les coves o dins de cavitats als arbres. Està amenaçat per la caça i la desforestació.